# Турнон-Руссильон, Жюст-Анри де
Жюст-Анри де Турнон-Руссильон (фр. Just-Henri de Tournon-Roussillon; ок. 1588 — 14 марта 1643), граф де Турнон и Руссильон — французский государственный и военный деятель.

## Биография
Сын Жюста-Луи де Турнон-Руссильона и Мадлен де Ларошфуко.
Несколько лет командовал ротой шеволежеров. В 1621 году участвовал в осадах Сен-Жан-д'Анжели и Монтобана.
Патентом от 3 марта 1622 набрал полк своего имени, которым в том же году командовал при осаде Монпелье.
Действовал в провинциях против кальвинистов в 1628—1629 годах, а в 1632 году против войск мятежного герцога Орлеанского.
14 мая 1633 пожалован в рыцари орденов короля. Постановлением, данным в Баре 24 авнуста того же года, назначен генеральным наместником губернаторства Лангедока в департаментах Севенн и Виваре; оставался в этой провинции до своей смерти.
3 апреля 1635 произведен в лагерные маршалы и назначен бальи и сенешалем Оверни. Эти должности унаследовал его сын.

## Семья
1-я жена (9.06.1616): Шарлотта-Катрин де Леви (1597—1.01.1619), дочь Анна де Леви, герцога де Вантадура, и Маргерит де Монморанси
Сын:
- Жюст-Луи (1617—7.09.1644), граф де Турнон и Руссильон, бальи Виваре, сенешаль Оверни. Убит при осаде Филиппсбурга. Жена: Франсуаза де Нёвиль (ум. 4.05.1701), дочь Никола де Нёвиля, маркиза де Вильруа и Мадлен де Бланшфор де Креки. Брак бездетный

2-я жена (17.02.1620): Луиза де Монморанси-Бутвиль (ум. 02.1621), дочь Луи де Монморанси-Бутвиля, суверенного графа де Люсс, и Шарлотты-Катрин де Люсс. Брак бездетный